# Na'Taki Osborne Jelks
Na'Taki Osborne Jelks (Walnut Grove) es una científica ambiental estadounidense. Es profesora asistente de ciencias ambientales y de la salud en Spelman College y profesora visitante de salud pública en Agnes Scott College. Es conocida por su activismo en la justicia ambiental y la sostenibilidad urbana, por lo que fue nombrada Campeona del Cambio por la Casa Blanca en 2014.

## Educación
Jelks nació en Walnut Grove, Misisipi; su familia se trasladó posteriormente a Baton Rouge, Louisiana. Obtuvo un bachillerato universitario en ciencias en el Spelman College, un máster de salud pública en salud ambiental y ocupacional en la Universidad Emory, y un doctorado en la Escuela de Salud Pública de la Universidad Estatal de Georgia.
Consiguió su doctorado en 2016, por la tesis titulada Combined Environmental and Social Stressors in Northwest Atlanta's Proctor Creek Watershed: An Exploration of Expert Data and Local Knowledge (Combinación de factores de estrés ambiental y social en la cuenca de Proctor Creek del noroeste de Atlanta: Una exploración de datos de expertos y conocimientos locales). La asesora de doctorado de Jelk fue la científica estadounidense especializada en salud ambiental Christine Stauber. Sus estudios se centran en la participación de la comunidad para identificar los factores de estrés ambiental en las cuencas urbanas.

## Justicia medioambiental
En 2001, Jelks cofundó el Programa Atlanta Earth Tomorrow, un programa de la Federación Nacional de Vida Silvestre que conecta a los jóvenes urbanos con la naturaleza, el compromiso cívico y el desarrollo del liderazgo. Además, es la presidenta de la junta de West Atlanta Watershed Alliance, una organización que ayudó a fundar.
Es la copresidenta del Proctor Creek Stewardship Council, una organización de base centrada en la restauración de la salud ecológica de la cuenca de Proctor Creek en el Oeste de Atlanta. También forma parte de la Junta Directiva de la Asociación de Ciencia Ciudadana.
En 2018, Jelks fue nombrada miembro del Comité Asesor Nacional de Justicia Ambiental (NEJAC) de la Agencia de Protección Ambiental de Estados Unidos. Además, es la gerente de los Programas de Desarrollo Comunitario y de Liderazgo de la Federación Nacional de Vida Silvestre.
El activismo medioambiental de Jelks ha aparecido en la revista People  y el diario The New York Times.

## Reconocimientos
- 2014: Campeones del cambio de la Casa Blanca.[10]